# No End of Surprises
No End of Surprises è un film del 1975 diretto da Zhu Mu.

## Trama
Jackie Chan appare nel ruolo del segretario Chen, che uccide brutalmente due ragazze a conoscenza di oscuri segreti.

## Produzione
Il film è stato prodotto dalla Golden Harvest Company.

## Distribuzione
Il film è stato distribuito il 5 dicembre 1975.

## Accoglienza
La pellicola è stata accolta positivamente dalla critica: su IMDb riceve infatti un punteggio di 7.4/10.